# Corynoptera angusta
Corynoptera angusta is een muggensoort uit de familie van de rouwmuggen (Sciaridae). De wetenschappelijke naam van de soort is voor het eerst geldig gepubliceerd in 2005 door Menzel.